# Brendan Dolan
Brendan Dolan (Enniskillen, 1973. augusztus 2. –) északír dartsjátékos. 2002-től a Professional Darts Corporation tagja. Ő volt az első játékos, aki dupla beszállós mérkőzésen kilencnyilast tudott dobni. Innen ered a "The History Maker" beceneve is.

## Pályafutása

### PDC
Dolan a UK Openen vett részt először kiemelt PDC tornán, ahol mindkétszer az első körben búcsúzott a tornától. 2004-ben a World Grand Prix-ra is sikerült kvalifikálnia magát, ott az első körben még győzött Mark Wilton ellen, majd a második körben kikapott Kevin Paintertől. A következő két évben nem vett részt a PDC eseményein, következő tornája a 2007-es UK Open volt, ahol a harmadik körben Dennis Priestley ellen esett ki.
2008-ban már elindult a PDC versenyein és az egyik UK Open kvalifikációs versenyen döntőt játszhatott Phil Taylor ellen, akitől végül vereséget szenvedett. A fináléba kerüléssel 3000 fontot nyert, mellyel sikerült bekerülnie a torna 16 kiemeltje közé, így csak a harmadik körben kellett csatlakoznia a versenyhez. Ebben az évben már a legjobb 16 közé sikerült bejutnia a tornán, ahol Chris Thompson állította meg végül.
2009-ben részt vett első világbajnokságán a PDC-nél, de az első körben kikapott James Wade ellen 3–0-ra. Még ebben az évben újabb tornán tudott döntőbe jutni, a Pro Tour Nuland-i fordulójában, ahol szintén Wade-től kapott ki 6–2-re.
A 2010-es vb-re már a Players Championship ranglistájáról kvalifikált, ahol az első  körben Tony Ecclest 3–1-re sikerült legyőznie. A második körben Raymond van Barnevelddel találkozott, aki 4–0-ra verte meg, úgy, hogy még egy kilencnyilast is dobott Dolan ellen. A következő évben is a második körig jutott, ezúttal Wes Newton ellen kapott ki 4–0-ra.
A 2011-es World Grand Prix-n legyőzte Wayne Jonest, John Partot, valamint John Hendersont, mielőtt James Wade-et is kiejtve bejutott a torna döntőjébe. A Wade elleni meccsen Dolan lett az első játékos, aki dupla beszállós mérkőzésen produkált egy kilencnyilas leget televíziós mérkőzésen. Először 160-at, majd 180-at dobott, végül pedig tripla 20, tripla 17 és bull-os kiszállóval sikerült ezt megtennie. A mérkőzést végül 5–2-re nyerte meg, így készülhetett a Taylor elleni döntőre. A fináléban már nem tudta a korábbi jó játékát hozni, és végül 6–3-ra kikapott Taylortól.
A 2012-es vb újra nem sikerült túl jól számára, mivel már az első körben 3–0-ra kikapott a belga Kim Huybrechtstől. A PDC csapatvilágbajnokságon Mickey Mansellel párban képviselték Észak-Írországot, és végül a negyeddöntőig sikerült eljutniuk. Az Európa-bajnokságon a negyeddöntőben Taylorral találkozott, akit addig még senkinek sem sikerült legyőznie az EB-k történetében. Dolan végül 10–6-ra megverte Taylort, így ő lett az első, aki megszakította Taylor veretlenségét az Európa-bajnokságokon (sorozatban 23 győzelemnél, valamint 4 EB-címnél tartott ekkor az angol).  Az elődöntőben Wes Newtonnal játszott a döntőbe kerülésért, és bár Dolan hiába vezetett már 9–6-ra, végül 11–9-re elvesztette a mérkőzést. A World Grand Prix-n újra jó formában játszott, és másodszor jutott el a torna elődöntőjéig (2011-ben a döntőben is részt vett), de most nem sikerült számára az újabb döntőbe jutás.
A 2013-as vb-n újra van Barnevelddel találkozott a második körben, aki ezúttal 4–1-re verte meg az északírt. Dolan ebben az évben újabb döntőt játszott a UK Open egyik kvalifikációs állomásán, ahol csak Michael van Gerwen tudta megverni őt 6–2-re a döntőben. A UK Open nagy tornán 2008 után tudott eljutni újra a legjobb 16-ig. A meccsen három meccsnyila is volt Taylor ellen 8–7-nél, de végül nem sikerült megdobnia, és Taylor 9–8-ra győzött. Dolannek még ebben az évben sikerült megszereznie első tornagyőzelmét a PDC-nél, melyet a Players Championship 13. állomásán ért el Ricky Evans legyőzésével. Még ebben a hónapban megszerezte a második győzelmét is, ezúttal Jamie Robinson ellen egy másik Players Championship fordulóban.
2014-ben sem tudott túljutni a második körön a vb-n, ezúttal Gary Anderson ellen kapott ki 4–1-re. A UK Open negyedik kvalifikációs versenyének döntőjében 6–1-re legyőzte Jamie Lewist, így megszerezte harmadik PDC tornagyőzelmét. A UK Open nagytornán a negyeddöntőig sikerült eljutnia, ahol az angol Terry Jenkins ellen esett ki. Az év további részében még két győzelmet sikerült szereznie a Players Championship fordulóiban, Wiganben és Dublinban.
A következő vb-n az angol Michael Smith-szel találkozott a második fordulóban, aki 4–2-re győzte le Dolant, aki így a hetedik vb-jén sem tudott túljutni a második körön.
2016-ban már a második fordulóba jutás sem jött össze számára, az ausztrál Kyle Anderson 3–0-ra verte meg az északír játékost. A csapatvilágbajnokságon viszont Daryl Gurney-vel az elődöntőig jutottak, ahol az angol csapat ellen (Phil Taylor és Adrian Lewis) estek ki.
A 2017-es vb-n a második körben Jelle Klaasen-től 4–0-ra, majd egy évvel később már az első körben Robert Thornton-tól 3–1-re kapott ki, így továbbra sem sikerült összehoznia egy jó szereplést a világbajnokságokon.

## Világbajnoki szereplései

### PDC
- 2009: Első kör (vereség  James Wade ellen 0–3)
- 2010: Második kör (vereség  Raymond van Barneveld ellen 0–4)
- 2011: Második kör (vereség  Wes Newton ellen 0–4)
- 2012: Első kör (vereség  Kim Huybrechts ellen 0–3)
- 2013: Második kör (vereség  Raymond van Barneveld ellen 1–4)
- 2014: Második kör (vereség  Gary Anderson ellen 1–4)
- 2015: Második kör (vereség  Michael Smith ellen 2–4)
- 2016: Első kör (vereség  Kyle Anderson ellen 0–3)
- 2017: Második kör (vereség  Jelle Klaasen ellen 0–4)
- 2018: Első kör (vereség  Robert Thornton ellen 1–3)
- 2019: Negyeddöntő (vereség  Nathan Aspinall ellen 1–5)
- 2020: Második kör (vereség  Gary Anderson ellen 0–3)
- 2021: Harmadik kör (vereség  Gerwyn Price ellen 3–4)
- 2022: Második kör (vereség  Callan Rydz ellen 0–3)
- 2023: Harmadik kör (vereség  Jonny Clayton ellen 1–4)
- 2024: Negyeddöntő (vereség  Luke Littler ellen 1–5)
- 2025: Harmadik kör (vereség  Michael van Gerwen ellen 2–4)

## Döntői

### PDC nagytornák: 1 döntős szereplés
| Történet               |
| World Grand Prix (0–1) |

| Eredmény | Sorszám | Év   | Bajnokság        | Ellenfél a döntőben | Pontok   |
| Döntős   | 1.      | 2011 | World Grand Prix | Phil Taylor         | 3–6 (sz) |

1. ↑  (l) = pontszám legekben, (sz) = pontszám szettekben.

## Tornagyőzelmei
| Players Championships - Players Championship (BAR): 2013, 2019, 2022 - Players Championship (GER): 2019 - Players Championship (HIL): 2024 - Players Championship (IRE): 2014 - Players Championship (MK): 2021 - Players Championship (WIG): 2013, 2014 UK Open Regionals/Qualifiers - UK Open Qualifier: 2014 | - Ulster Open: 2008 |

## Televíziós 9 nyilasai
| Időpont          | Ellenfél   | Torna            | Kombináció                                | Díjazás |
| ---------------- | ---------- | ---------------- | ----------------------------------------- | ------- |
| 2011. október 8. | James Wade | World Grand Prix | D20, 2 x T20; 3 x T20; T20, T17, bullseye | 5000 £  |